# Cardiomya unistriata
Cardiomya unistriata is een tweekleppigensoort uit de familie van de Cuspidariidae. De wetenschappelijke naam van de soort is voor het eerst geldig gepubliceerd in 2011 door Allen.